# موسس ولف گلدبرگ
موسس ولف گلدبرگ (انگلیسی: Moses Wolf Goldberg؛ زاده ۳۰ ژوئن ۱۹۰۵ درگذشته ۱۷ فوریه ۱۹۶۴) دانشمند در زمینه شیمی اهل استونی بود.